# Budapest-Fasori Evangélikus Gimnázium

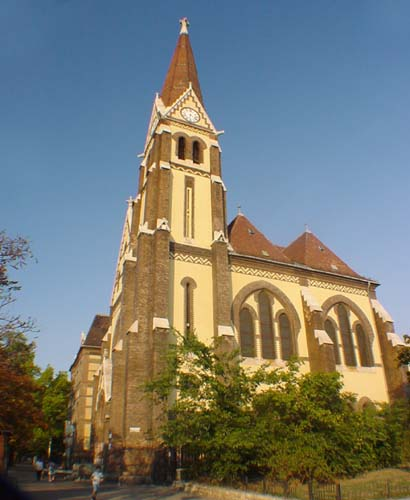
A Fasori evangélikus templom.

A Budapest-Fasori Evangélikus Gimnázium, közkeletű nevén Fasori Gimnázium a Magyarországi Evangélikus Egyház egyik gimnáziuma. Épülettömbjének része a fasori evangélikus templom.
Az iskola 1823-ban kezdte meg működését a Deák téren. 1864-ben a Sütő utcába költözött, majd 1904-ben került végleges helyére, a Városligeti fasorba, ahonnan mai nevét nyerte. A 20. század első felében fiúiskola működött itt (a leányiskola a mai Deák Téri Evangélikus Gimnázium épületében volt). 1952-től beszüntették működését, majd a rendszerváltás után, 1989-ben Gyapay Gábor történész szervezte újjá az intézményt. A XX. század elején a világ egyik legjobb iskolájának számított, a hírnevét megalapozó kiváló pedagógusoknak és tanítványoknak köszönhetően. Az iskola nem szerepel a HVG 2023-as középiskolai rangsorának az első 100 helyén.

## Az iskola története
Schedius Lajos akadémikus oktatási elvei alapján, 1823-ban indult el gimnázium. Kezdetben a mai Deák téren, majd 1864-től a Sütő utcában folyt a tanítás. Később ez a hely is szűknek bizonyult. Glosius Dániel és felesége, Artner Sarolta alapítványa, valamint a magyar állam támogatása tette lehetővé, hogy a gimnázium 1904-től új, tágasabb épületben működhessen a Városligeti fasorban.
Az 1945 után hatalomra kerülő kommunista diktatúra ellehetetlenítette az egyházi iskolák életét, így 1952-től a fasori gimnáziumban megszűnt a tanítás.
1989-ben az evangélikus egyház oktatási célra visszakapta az épületet. Ebben nagy szerepük volt az öregdiákoknak, köztük a Nobel-díjas Wigner Jenőnek. 37 év után nagy lendülettel indult meg az iskola felszerelése és az oktatás dr. Gyapay Gábor volt fasori tanár igazgatásával, valamint számos egykori fasori és Deák téri tanárral.

## Neves diákjai és tanárai
A gimnázium növendéke volt többek között báró Podmaniczky Frigyes politikus, író, országgyűlési képviselő, Neumann János matematikus, Harsányi János, a közgazdasági Nobel-emlékdíj (1994) díjazottja és a Nobel-díjas (1963) Wigner Jenő fizikus. Itt folytatta középfokú tanulmányait Faludy György, Kossuth-díjas költő, műfordító, író is.
A gimnázium diákjai közül került ki számos tudós, köztük a Magyar Tudományos Akadémia több mint harminc tagja, továbbá kiváló orvosok, különböző művészeti ágak jeles képviselői és más kiemelkedő személyiségek.

## Az iskola épülete
A fasori épületegyüttes Pecz Samu tervei alapján készült.
A kapcsolódó díszes, neogótikus stílusú, kéthajós evangélikus templom nevezetessége a Benczúr Gyula által festett oltárkép, amely a napkeleti bölcsek hódolását ábrázolja a gyermek Jézus előtt. Az impozáns színes ablaküvegek – Róth Miksa alkotásai – a II. világháború alatt megrongálódtak, de a 2002-es felújítás óta ismét eredeti formájukban ékesítik a templomot.

## Galéria

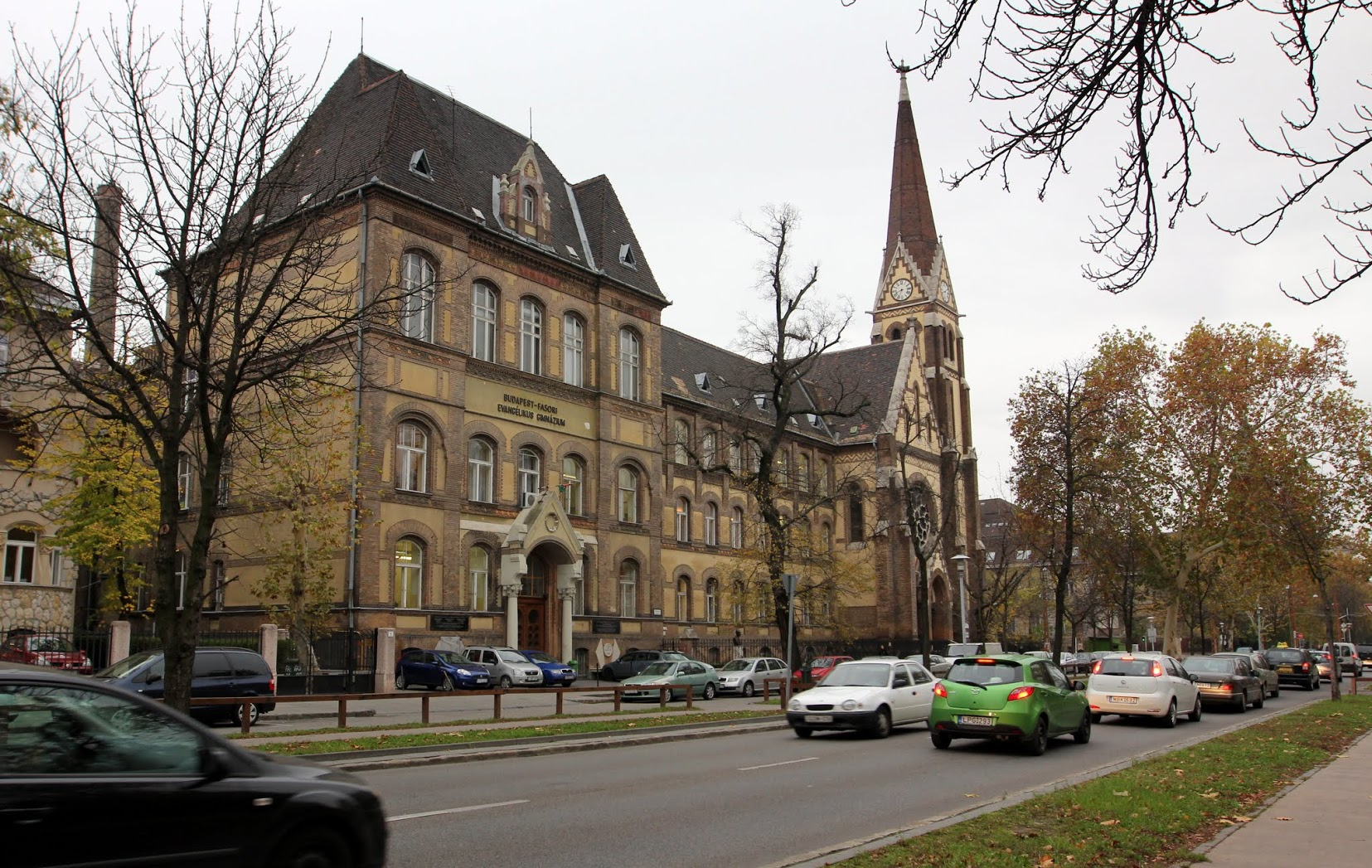
A Fasori Gimnázium épülete a templommal
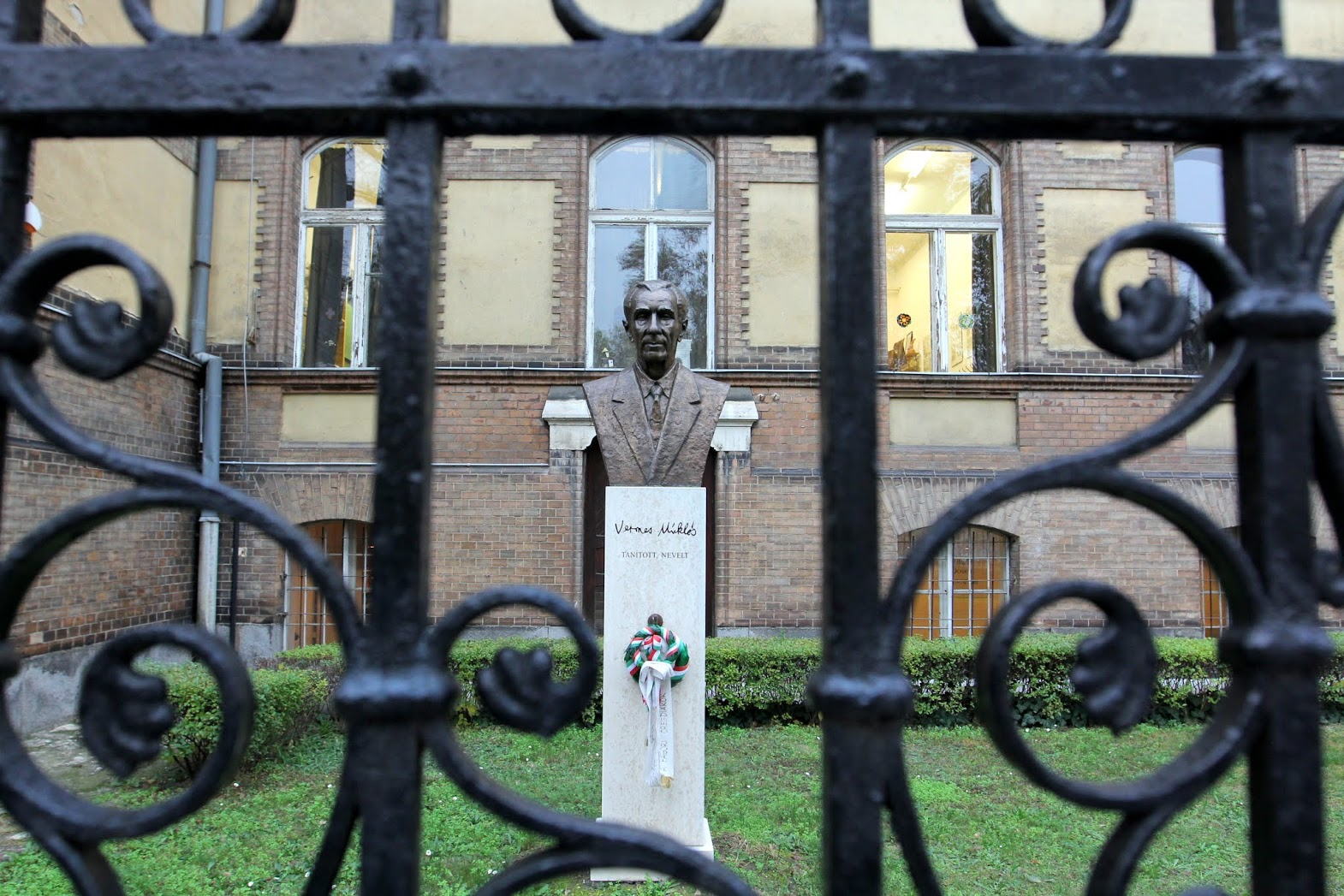
A Fasori Gimnázium kertjében
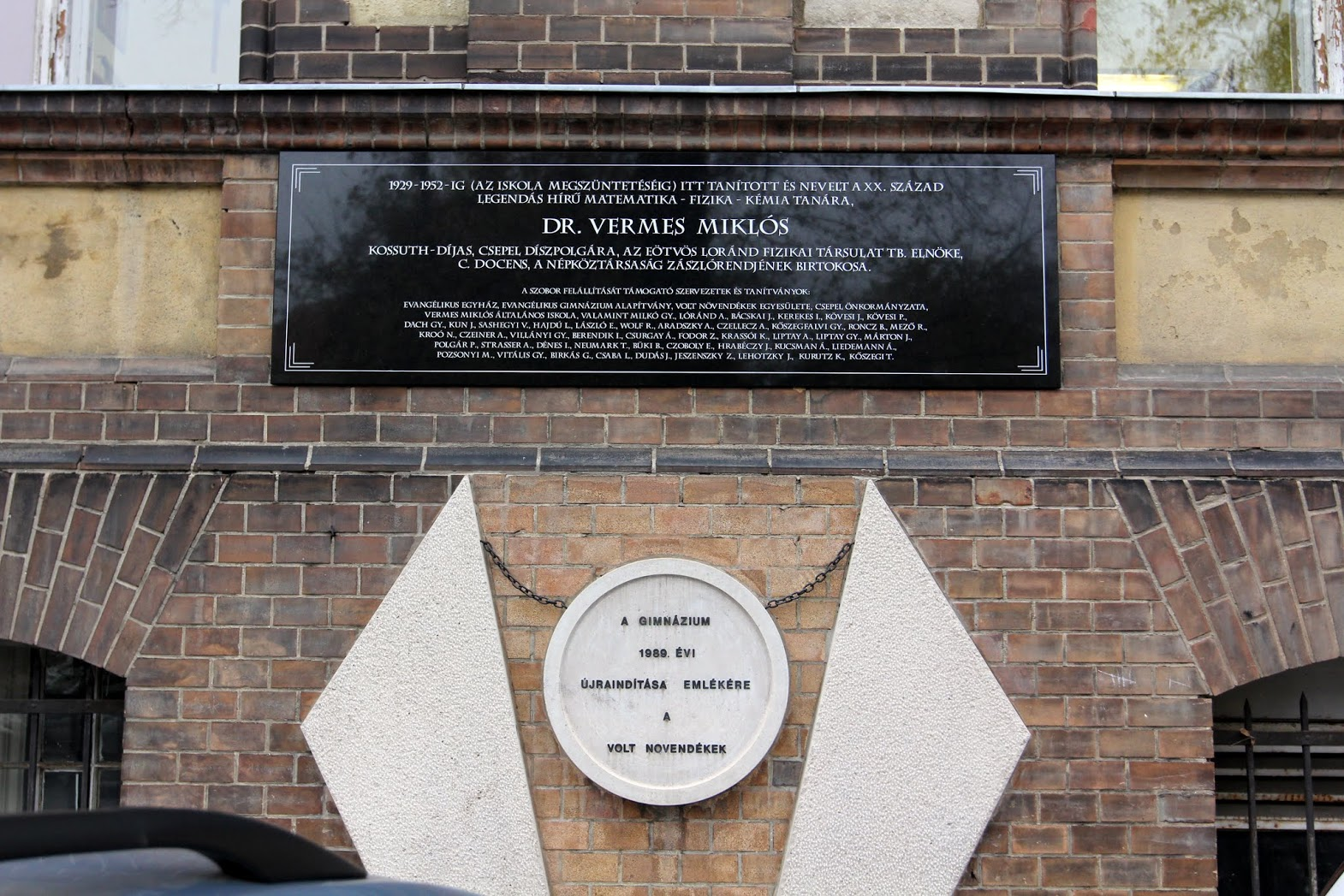
A Fasori Gimnázium homlokzatán
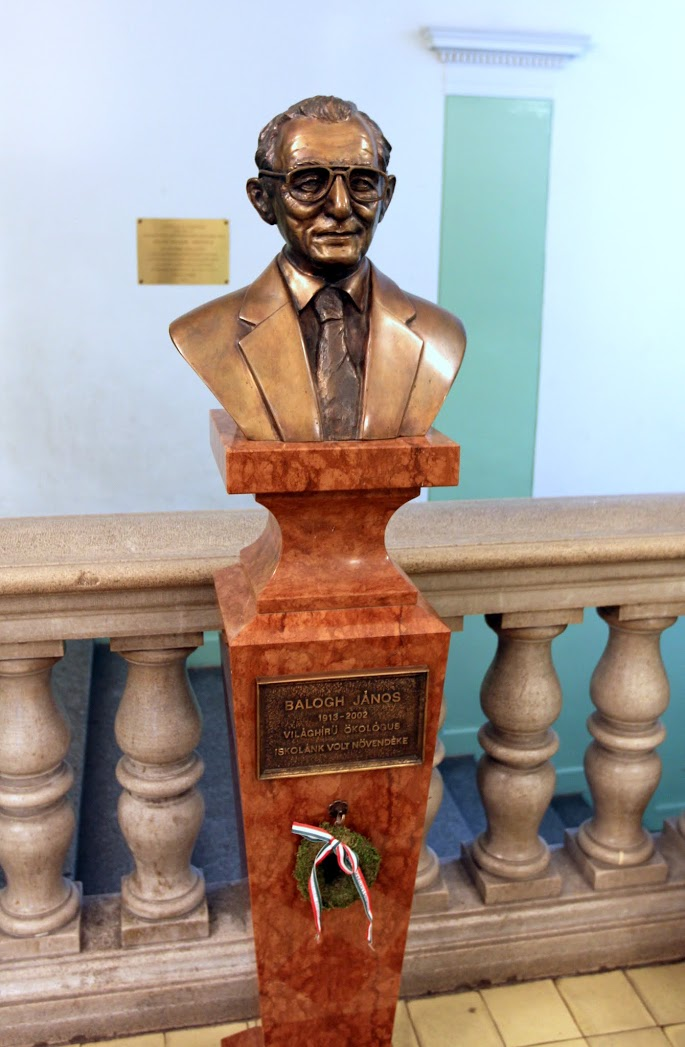
Balogh János szobra az iskola folyosóján
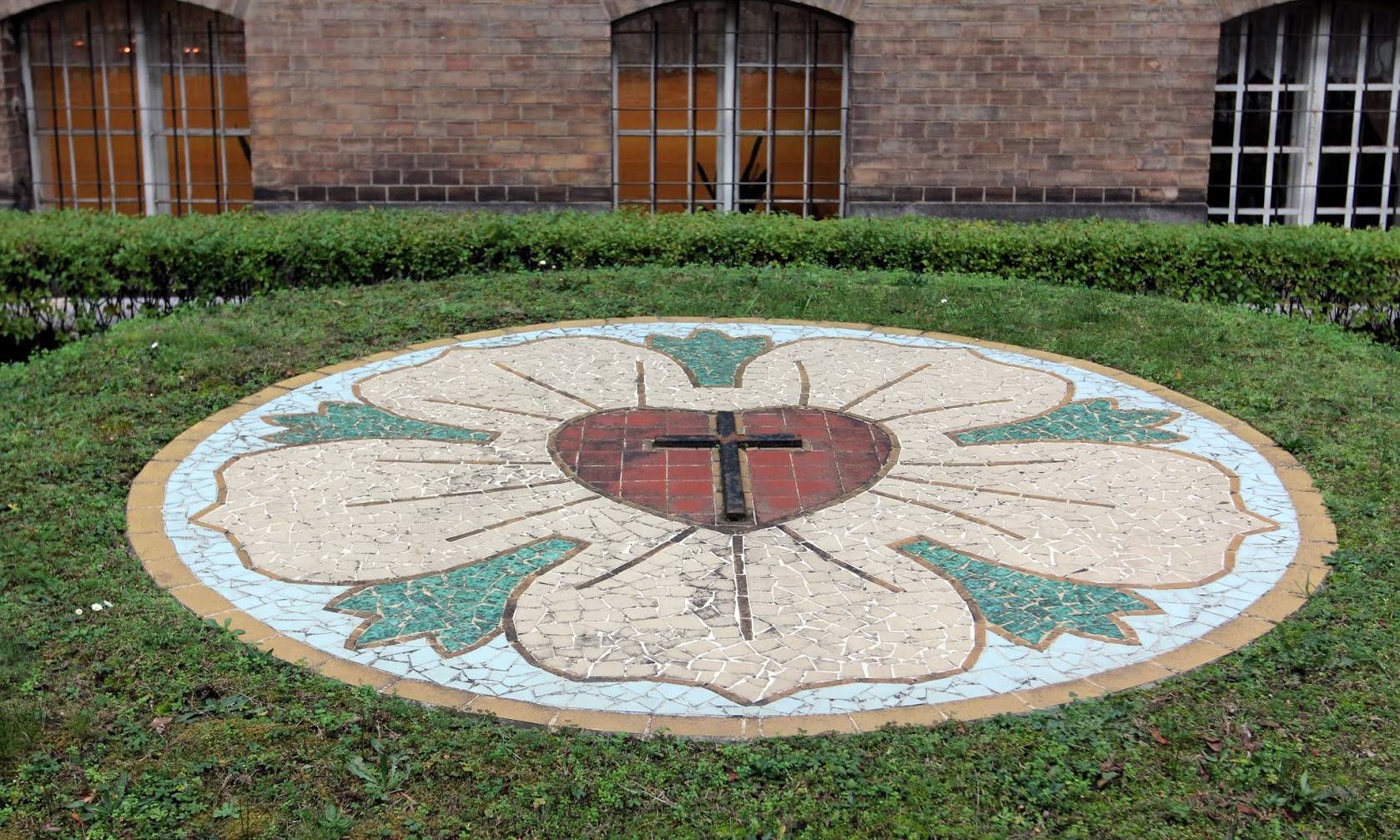
A Fasori Gimnázium kertjében
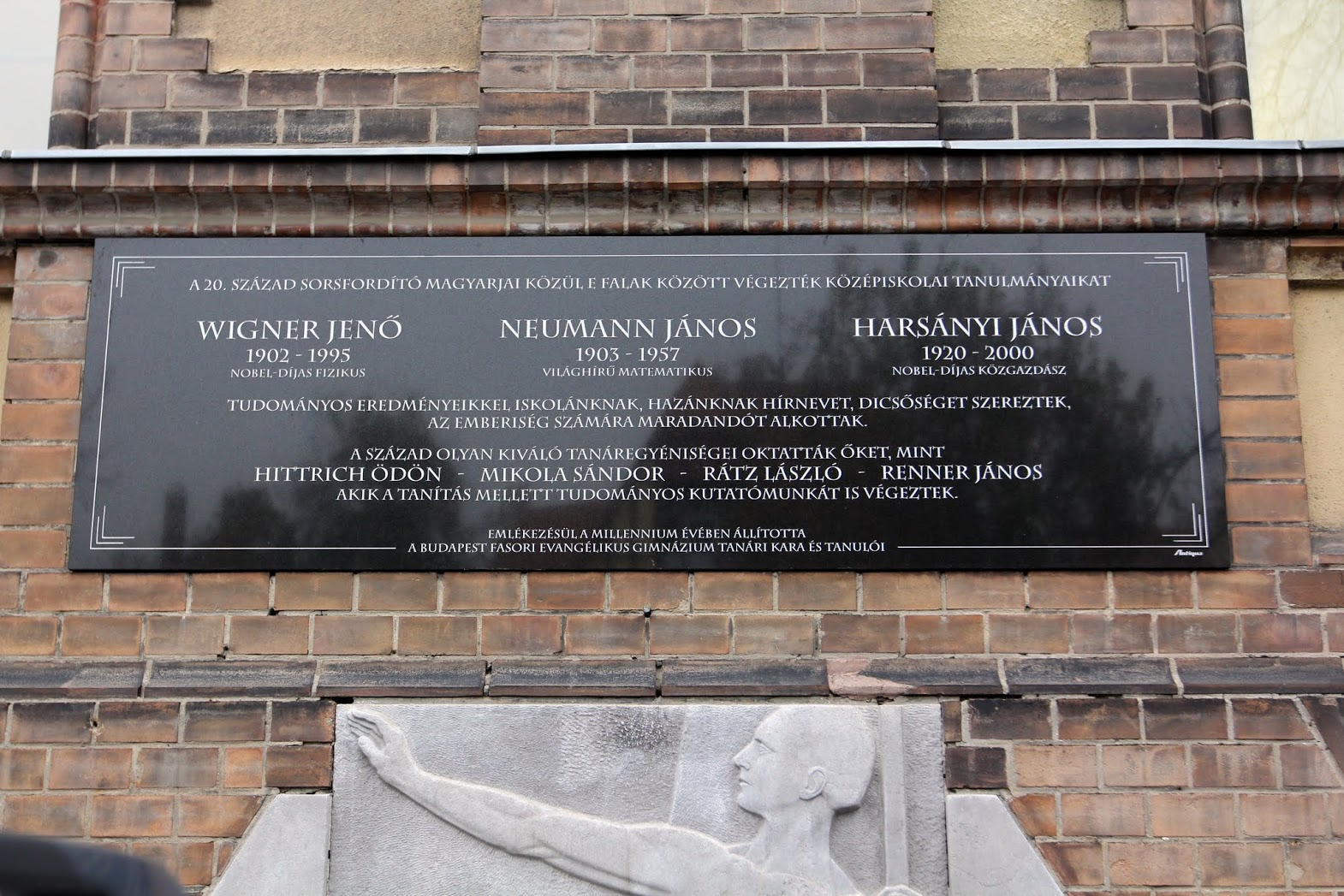
A Fasori Gimnázium homlokzatán
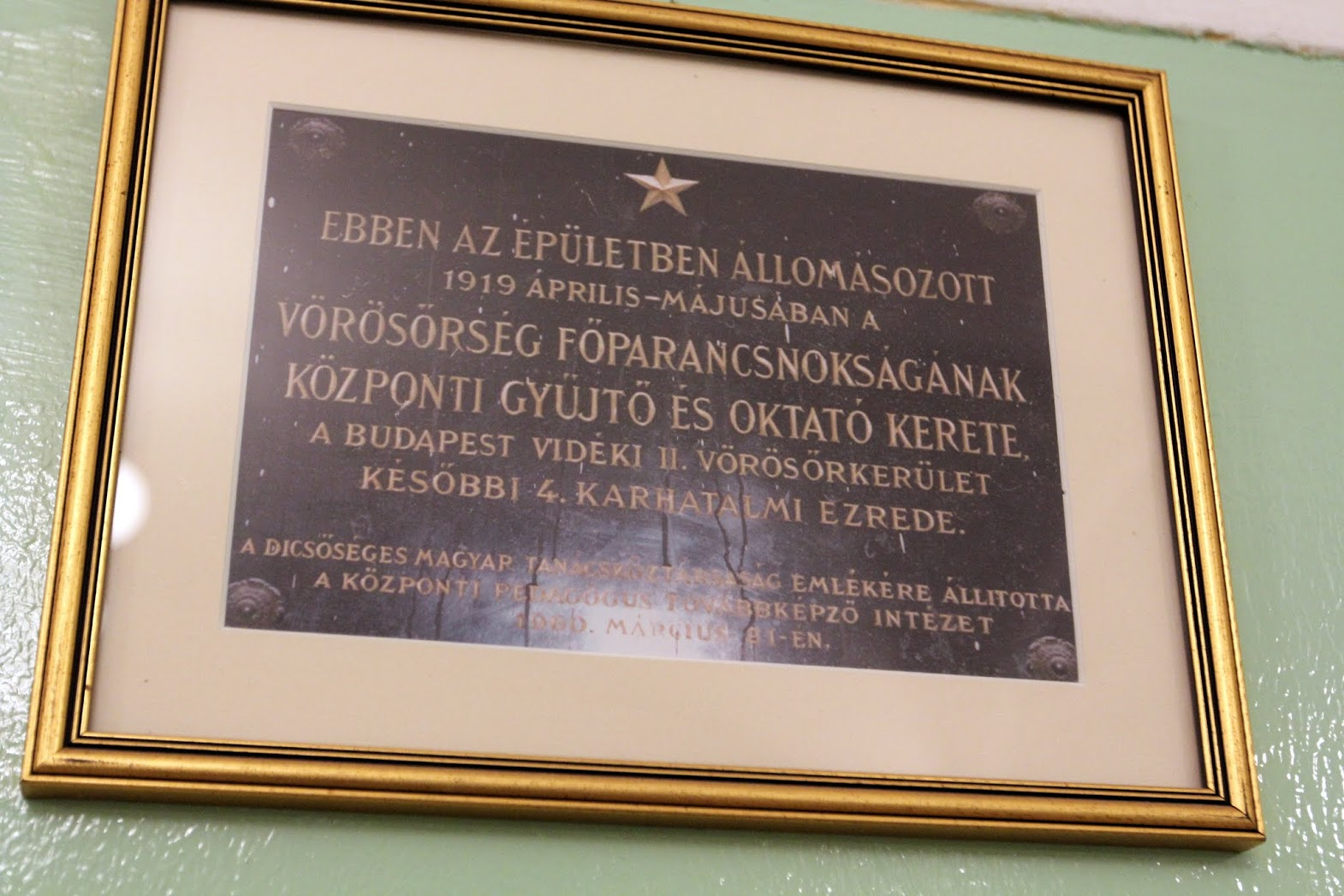
Emlékeztető az iskola bejáratánál
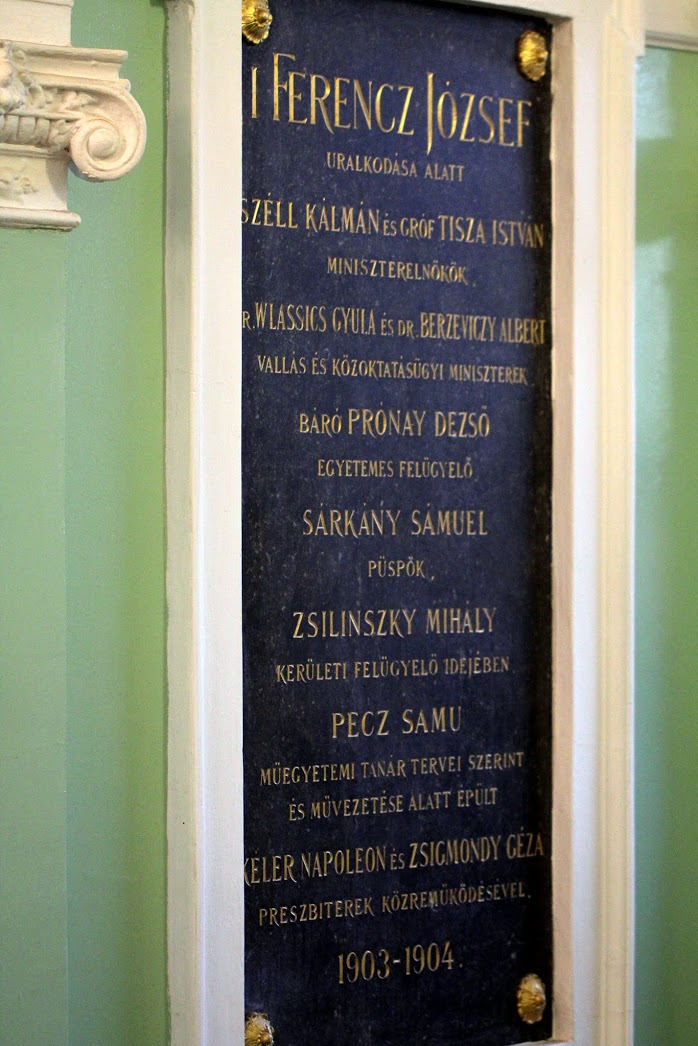
A gimnázium alapító táblája az iskola bejáratánál
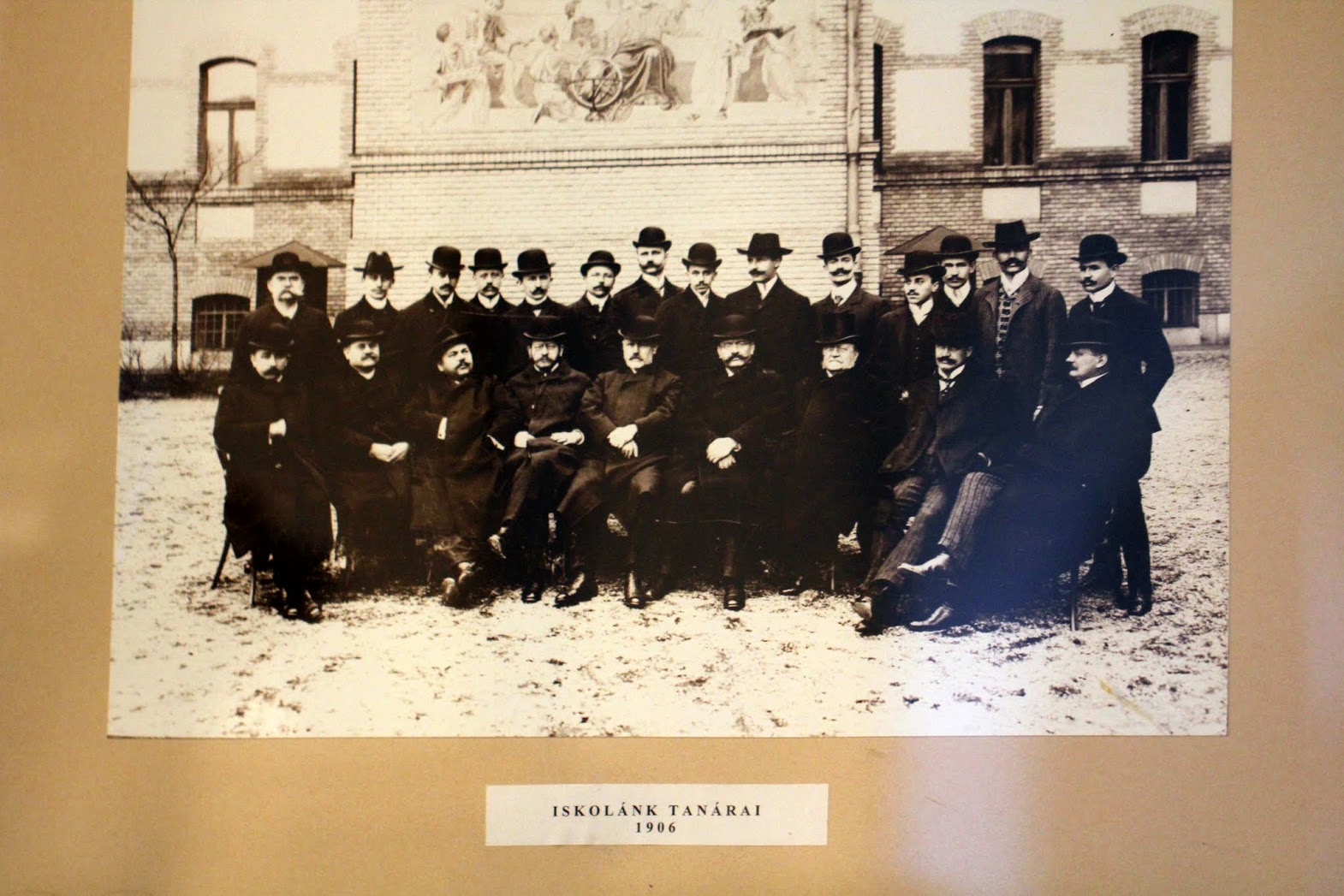
A Fasori Gimnázium tanárai
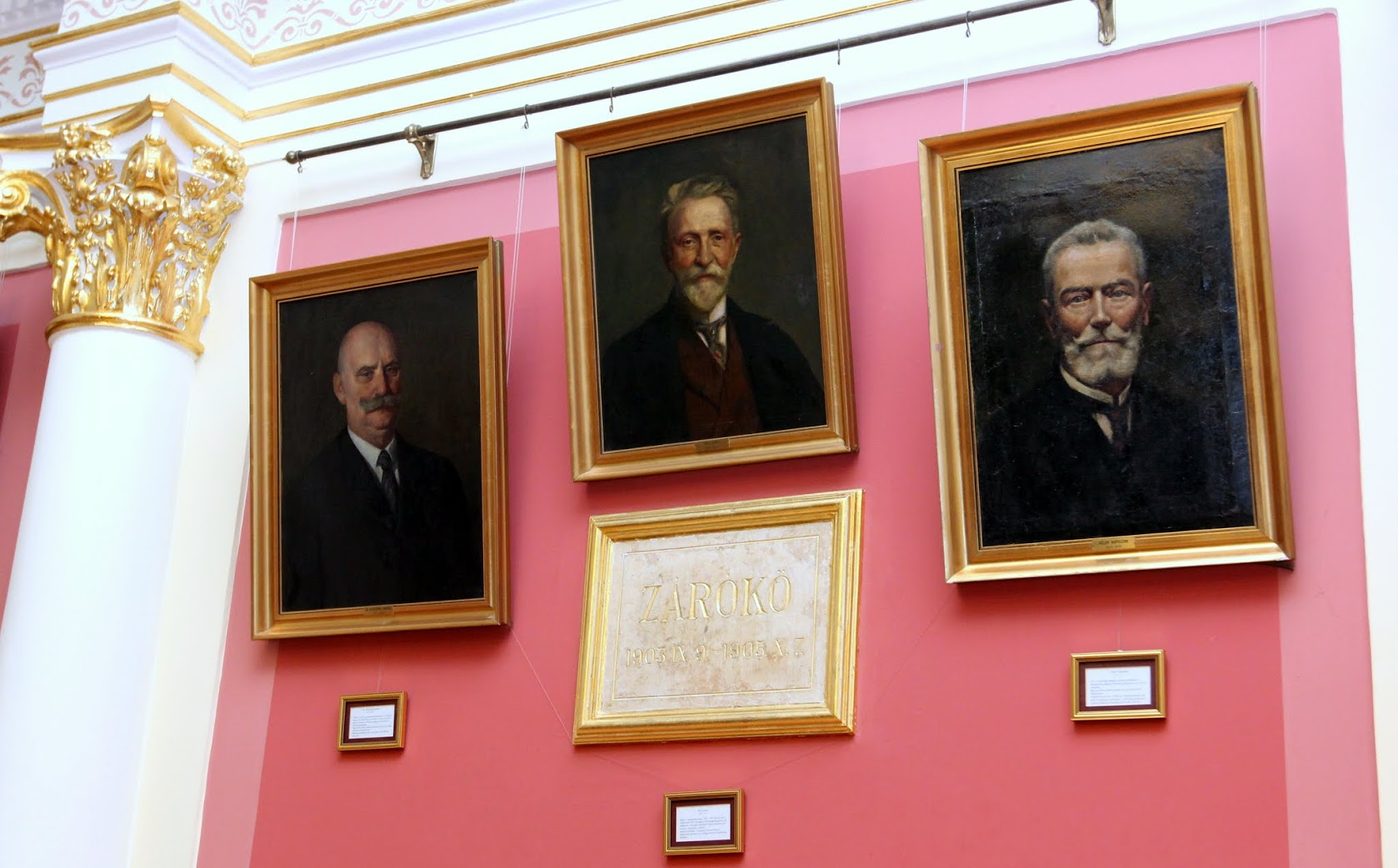
Az alapítók arcképei a díszteremben
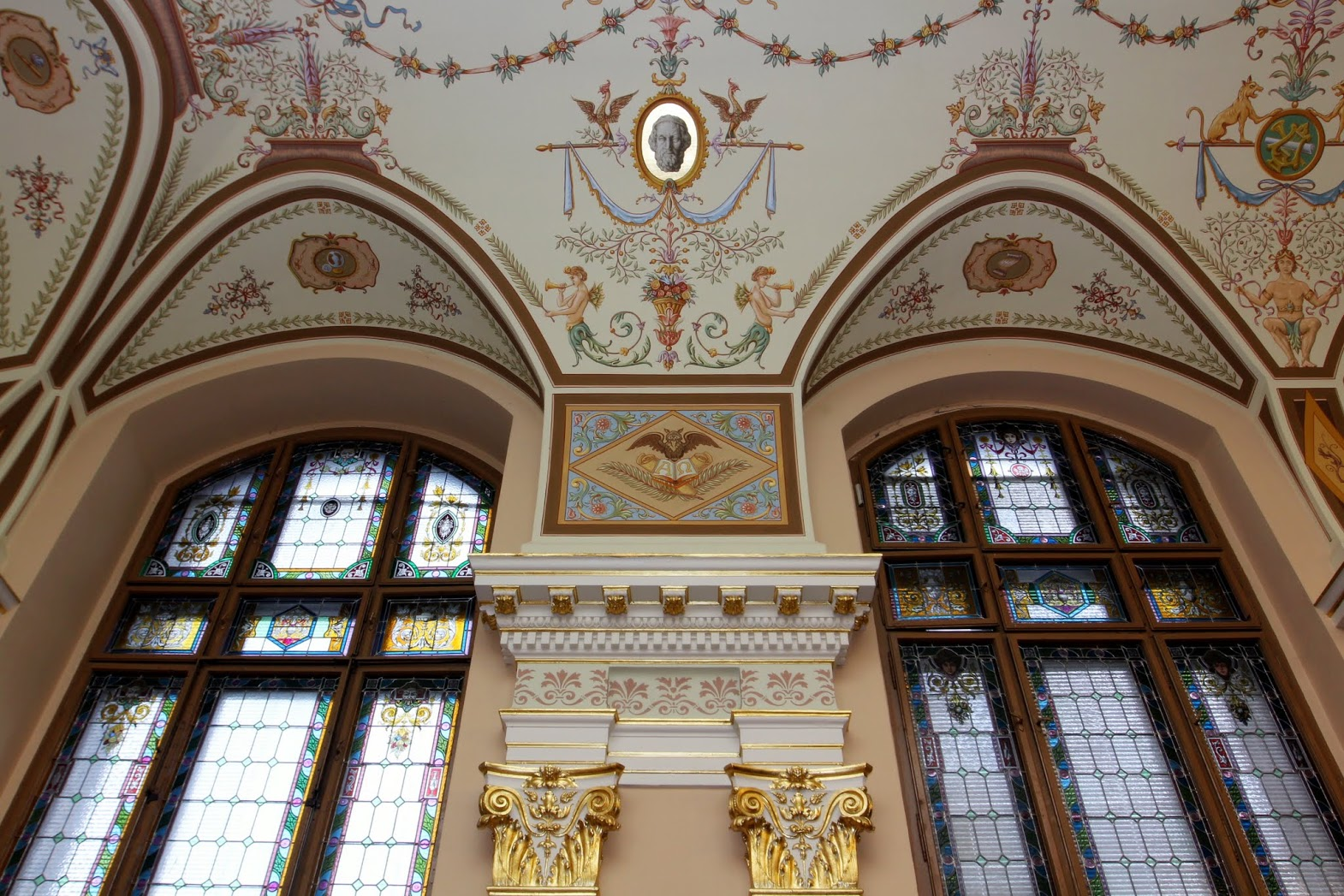
Az iskola díszterme – ablak és mennyezet részlete
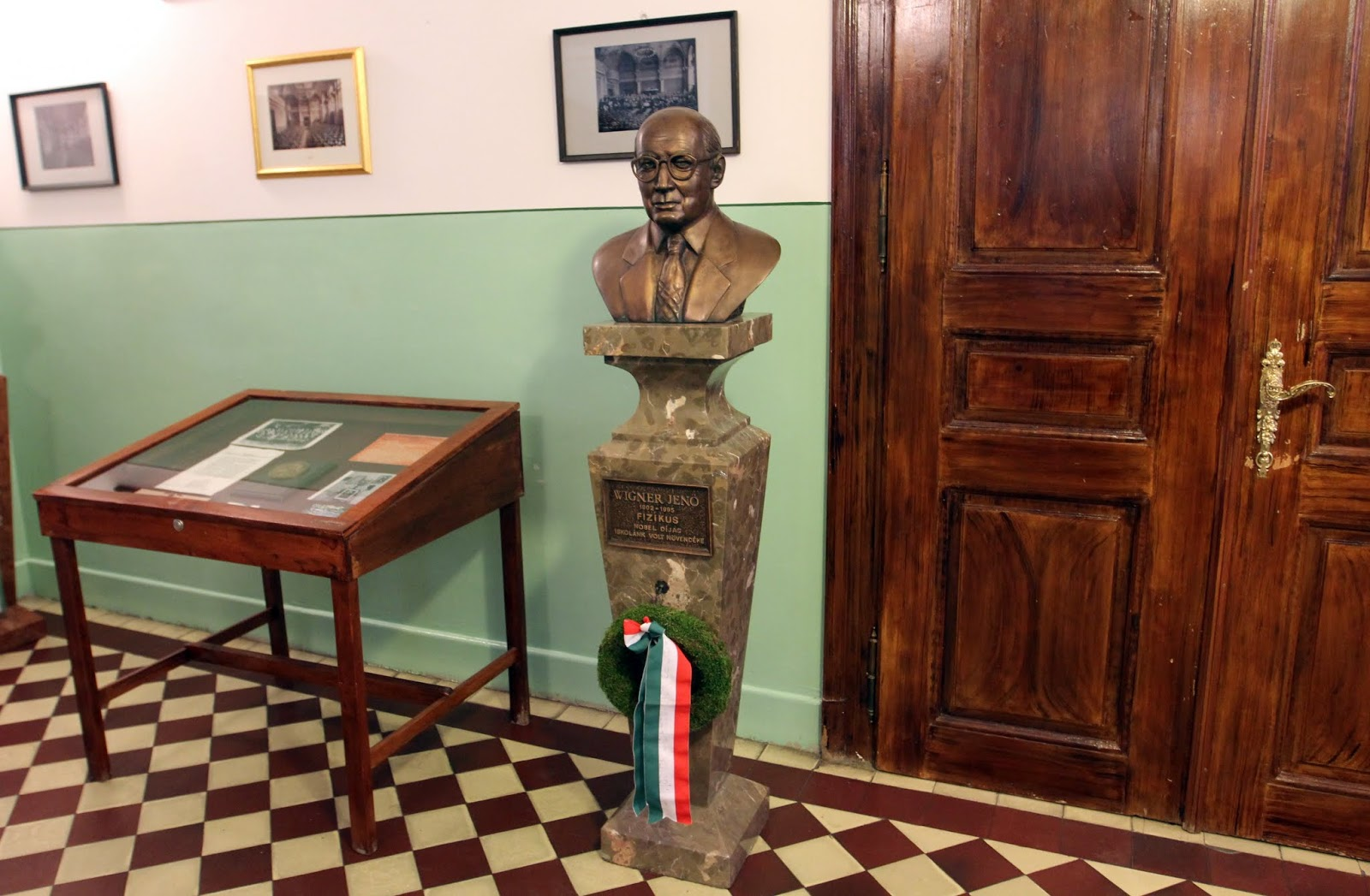
Wigner Jenő szobra
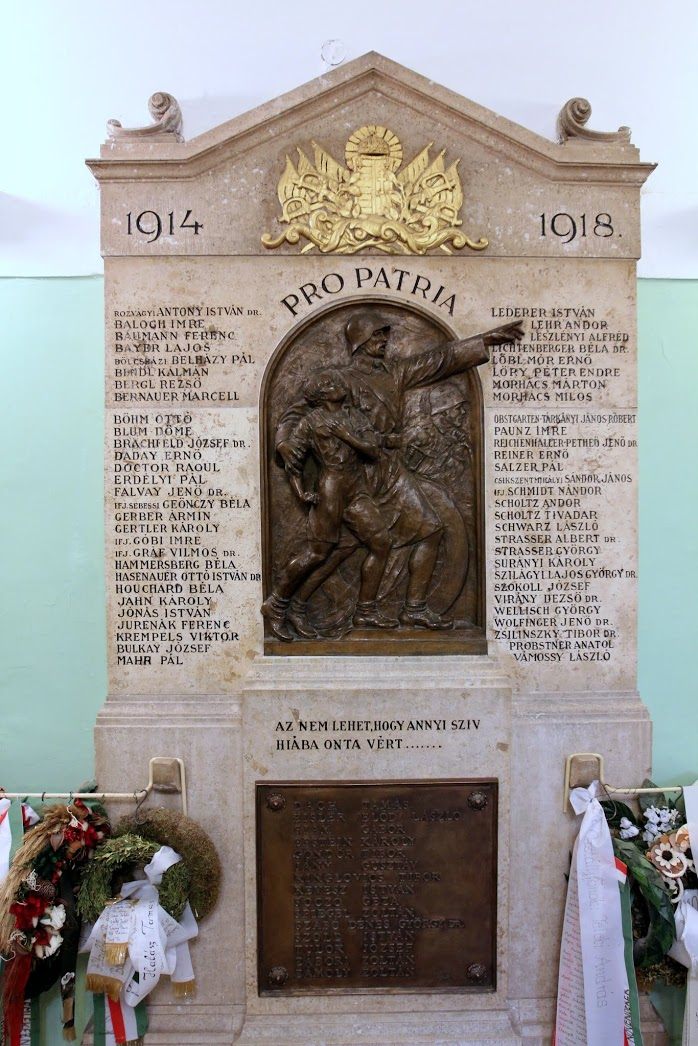
Első világháborús emlék
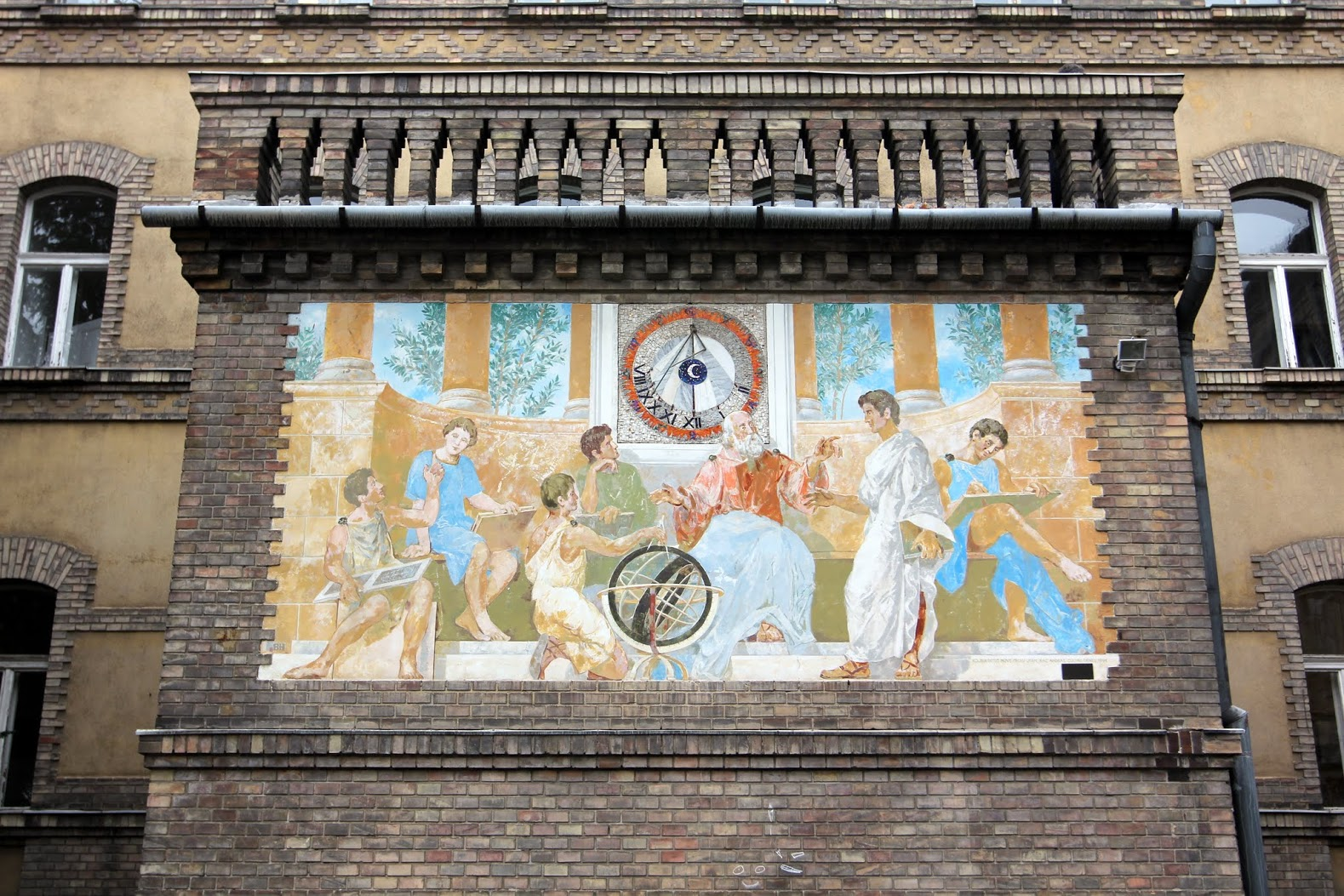
Napóra az iskola udvarán
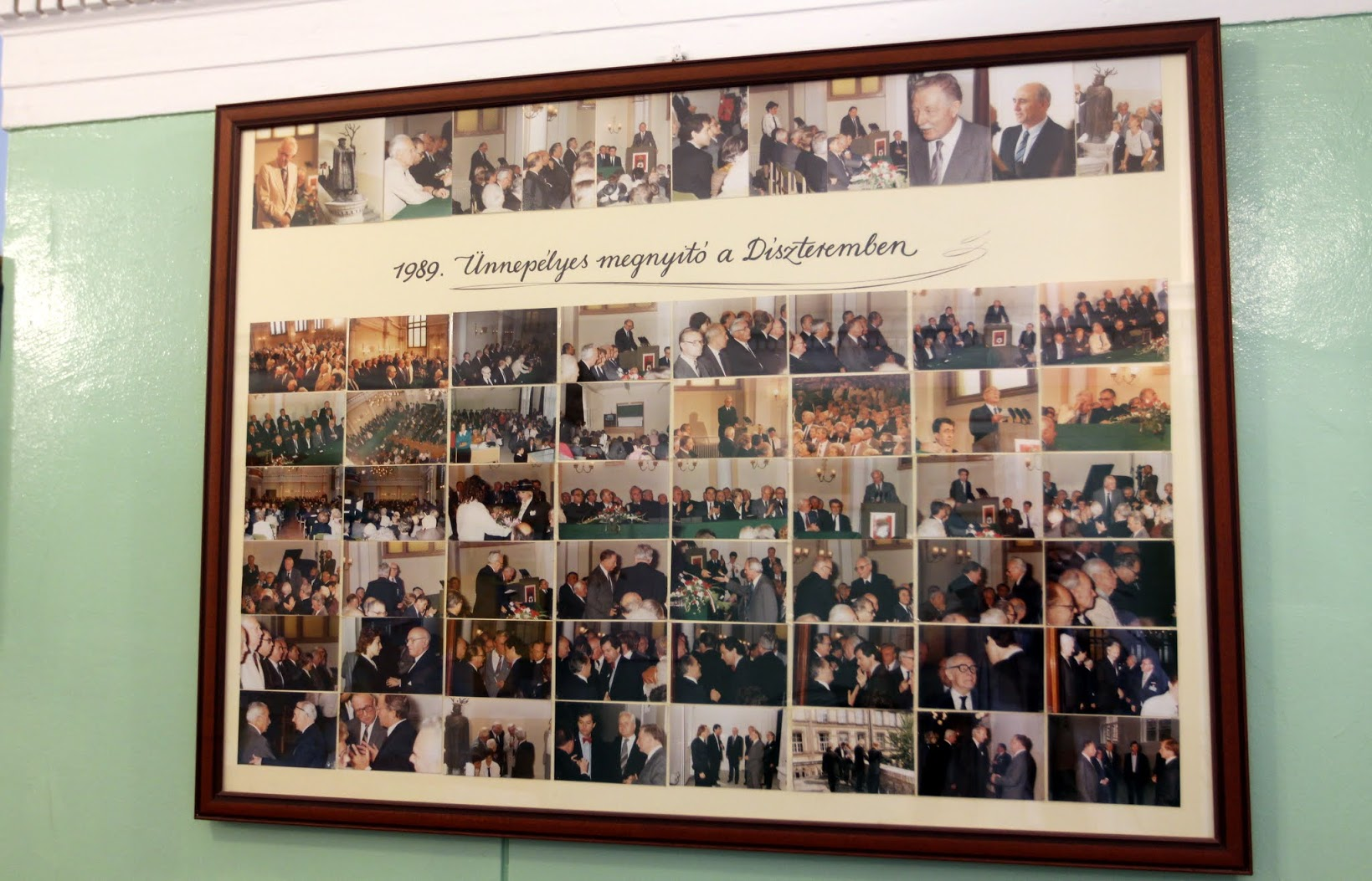
Emlékezés fotókkal az „újraindulásra”